# مادلین (فیلم ۱۹۹۸)
مادلین (به انگلیسی: Madeline) فیلمی محصول سال ۱۹۹۸ و به کارگردانی دیسی ون شرلر میر است. در این فیلم بازیگرانی همچون فرانسیس مک‌دورمند، نایجل هاثورن، استفان اودران، بن دنیلز، جورج هریس، هتی جونز، کریستین ده لا اوسا، بیانکا استرومن و ریچل دنیس ایفای نقش کرده‌اند.